# Vitimotaulius secundus
Vitimotaulius secundus is een fossiele soort schietmot uit de familie Vitimotauliidae.